# 囲碁のバリエーション
囲碁のバリエーションでは、囲碁のルールや盤面をさまざまに変化させた各種のバリエーションについて解説する。

## 碁盤のバリエーション
囲碁では、19×19の盤（19路盤）を使うことが普通であるが、これ以外のサイズで打つことも可能である。よく用いられるのは、9路盤と13路盤である。

### 9路盤
19路盤は初心者にとっては広すぎるため、入門用に9×9の盤（9路盤）が用いられることがある。盤面全体を把握しやすく、短時間で勝負がつく利点がある。とはいえ十分奥が深く、プロ棋士によるトーナメント戦が開かれたこともある。また、いくつか戦術書も刊行されている。
- 9路盤の進行の一例

|  |  |  |  |  |  |  |  |  |
|  |  |  |  |  |  |  |  |  |
|  |  |  |  |  |  |  |  |  |
|  |  |  |  |  |  |  |  |  |
|  |  |  |  |  |  |  |  |  |
|  |  |  |  |  |  |  |  |  |
|  |  |  |  |  |  |  |  |  |
|  |  |  |  |  |  |  |  |  |
|  |  |  |  |  |  |  |  |  |

### 13路盤
少路盤としては、13×13の13路盤もよく用いられる。9路盤に比べて広いため、布石などの概念もあり、19路盤にかなり近い感覚となる。こちらも、プロも参加した大会が行われたことがある。19路盤はスマートフォンの小さな画面では操作しにくいが、13路盤なら十分操作可能であるため、9路盤と並んでアプリによる対戦も盛んに行われている。

### その他のサイズ
後漢時代の墓から出土した碁盤は17路であった。また、チベットで行われていた「ミマン」も17路の盤を用いるため、古くは17路盤が広く用いられていたと見られる。
入門用に、7路などの小さい盤が用いられることがある。またプロ棋士の張栩は、4路の盤を用いた問題集や、碁盤を作成している。

### トーラス碁
碁盤の上辺と下辺、右辺と左辺をつないだ形、すなわちトーラス（ドーナツ状の形）の碁盤を用いて打つ碁も考えられている。隅や辺が存在しないため、通常の碁盤のような定石や布石は通用しない。専用のコンピュータプログラムが作られている他、ヨーロッパ碁コングレスではトーラス碁のトーナメントも開かれている。

### 玉碁
二重の正十二面体型の「碁盤」を用いるもので、専用の盤が発売されている。

## 置き石
囲碁ではハンデとして、最初に石を置いてスタートする方法がある（置き碁）。この置き石にもバリエーションがある。

### 互先置石制
現在、互先での対局では盤面に全く石を置いていない状態からスタートする。しかし室町時代ころまでは、白黒双方が四隅の星に2つずつ石を置いた状態から打ち始めていた。これを「互先置石制」という。また前述の「ミマン」では、17路盤にお互いが6つずつの石を配置した上でスタートする。

### 自由置碁
通常、対戦者の力量に差がある場合には、あらかじめ黒石をいくつか盤面に配置してから打ち始める「置き碁」が採用される。置き石の配置は決まっているが、対局者が自由な場所に置いて始めることもできる。これを自由置碁といい、プロアマ本因坊対抗戦などで採用されている。下図は6子の自由置碁の配置例。
|  |  |  |  |  |  |  |  |  |  |  |  |  |  |  |  |  |  |  |
|  |  |  |  |  |  |  |  |  |  |  |  |  |  |  |  |  |  |  |
|  |  |  |  |  |  |  |  |  |  |  |  |  |  |  |  |  |  |  |
|  |  |  |  |  |  |  |  |  |  |  |  |  |  |  |  |  |  |  |
|  |  |  |  |  |  |  |  |  |  |  |  |  |  |  |  |  |  |  |
|  |  |  |  |  |  |  |  |  |  |  |  |  |  |  |  |  |  |  |
|  |  |  |  |  |  |  |  |  |  |  |  |  |  |  |  |  |  |  |
|  |  |  |  |  |  |  |  |  |  |  |  |  |  |  |  |  |  |  |
|  |  |  |  |  |  |  |  |  |  |  |  |  |  |  |  |  |  |  |
|  |  |  |  |  |  |  |  |  |  |  |  |  |  |  |  |  |  |  |
|  |  |  |  |  |  |  |  |  |  |  |  |  |  |  |  |  |  |  |
|  |  |  |  |  |  |  |  |  |  |  |  |  |  |  |  |  |  |  |
|  |  |  |  |  |  |  |  |  |  |  |  |  |  |  |  |  |  |  |
|  |  |  |  |  |  |  |  |  |  |  |  |  |  |  |  |  |  |  |
|  |  |  |  |  |  |  |  |  |  |  |  |  |  |  |  |  |  |  |
|  |  |  |  |  |  |  |  |  |  |  |  |  |  |  |  |  |  |  |
|  |  |  |  |  |  |  |  |  |  |  |  |  |  |  |  |  |  |  |
|  |  |  |  |  |  |  |  |  |  |  |  |  |  |  |  |  |  |  |
|  |  |  |  |  |  |  |  |  |  |  |  |  |  |  |  |  |  |  |

## ハンディキャップ

### コミ
囲碁は、先に着手する黒が有利なゲームであり、この差を埋めるためにコミが設定される。かつては黒が4目半のハンデを負うのが一般的であったが、近年では6目半のコミが普通になっている。応氏杯では、2目のコミを支払うことで持ち時間を35分延長できる（3回まで）という独特のルールを採用している。

### 「こことれ」など
対局中に、相手の着手を制限できるルール。多くは座興として打たれる。
- ここ打つな……対局中に1回だけ、相手に「ここに打つな」と指定できるルール。2子の置き石に相当するハンデとされる。
- ここせ（ここ打て）……対局中に1回だけ、相手に「ここに打て」と指定できるルール。たとえば二眼ある石でも、眼をつぶす手を打たせることで、殺すことが可能になる。このため、7子の置き石に相当する程度のハンデとされる。
- こことれ（ここのけ）……対局中に1回だけ、相手に「この石を取り去れ」と指定できるルール。5子の置き石に相当するハンデとされる。
- ここやすめ……対局中に1回だけ相手に着手させず、連続で打つことができるルール。3子の置き石に相当するハンデとされる。

## プレイヤー
通常の囲碁は1対1で対戦するが、それより多数のプレイヤーで打つことも可能である。

### ペア碁
4人のプレイヤーが2対2に分かれて打つ。詳細はペア碁の項目を参照。

### 連碁
多数のプレイヤーが2チームに分かれ、それぞれ交代で着手するもの。記念行事などの際に行われることが多い。

### 相談碁
2つのチームが別室に分かれ、チームのメンバー同士で相談しながら着手を決定する形式の対局。